# El amor de mi vida (canción)
«El amor de mi vida» es una canción del grupo mexicano Los Ángeles Azules junto a la cantante argentina María Becerra. Fue compuesta por la cantante, Andy Clay Cruz, Horacio Palencia Cisneros y Verónica Valencia Minguez Castillo, mientras que la producción estuvo a cargo de Rodolfo Lugo y Jorge Mejía. La compañía discográfica Universal Music Latin la publicó el 17 de agosto de 2023 como el segundo sencillo de su álbum Se agradece.

## Recepción

### Recibimiento comercial
En los Estados Unidos, debutó en el puesto 38 del conteo Billboard Regional Mexican Airplay en la edición del 2 de septiembre de 2023. En su segunda semana, ascendió hasta el noveno lugar debido a un aumento del 178% en impresiones de audiencia, a 4,1 millones, obtenidas en los EE. UU. en la semana que finalizó el 31 de agosto, según Luminate. Tras esto, Becerra obtuvo su primera entrada dentro del top diez, mientras que Los Ángeles Azules registraron la decimocuarta. Por otra parte, el sencillo debutó en el puesto veintinueve de la lista general Latin Airplay, lo que significó el inicio más alto para el grupo mexicano dentro de sus diecisiete entradas en su carrera; igualando a su canción «Acaríñame», con Julieta Venegas y Juan Ingaramo, en 2019.
En Argentina, debutó en el puesto veintiuno en Argentina Hot 100 en la edición del 2 de septiembre de 2023, y fue nombrado como el Hot Shot Debut (en español: Debut espectacular) de la semana. Con ello, Becerra amplío su récord de la mayor cantidad de entradas de una mujer en el listado, con un total de 43 en su carrera. El 8 de octubre subió hasta la segunda posición y se convirtió en la canción mejor posicionada de la banda mexicana. Asimismo, alcanzó el primer puesto del conteo radial Airplay Argentina el 28 de septiembre de 2023.
Otros países de Latinoamérica donde «El amor de mi vida» logró a ubicarse en sus listas de éxitos radiales fue en Bolivia alcanzando el cuarto puesto, mientras que México, Paraguay y Uruguay se posicionó dentro las veinte primeros puestos.

## Créditos y personal
- María Becerra: voz, composición
- Andy Clay Cruz: composición
- Horacio Palencia Cisneros: composición
- Veronica Valentina Minguez Castillo: composición
- Jorge Mejía: producción
- Rodolfo Lugo: producción
- Jorge Mejia Avante: acordeón
- Elías Porfirio Mejía Avante: bajo
- Cristina Mejía Avante: güiro
- Guadalupe Mejía Avante: güiro
- Jose Hilario Mejia Avante: percusión
- Alfredo Mejía Avante: piano
- Jose Hilario Mejia Avante: caja de ritmos
- Jaime Cavazos: ingeniero de masterización, personal del estudio

Adaptados desde Jaxsta.

## Posicionamiento en listas

### Semanales
| País (Lista 2023)                    | Posición más alta |
| ------------------------------------ | ----------------- |
| Argentina (Monitor Latino)           | 1                 |
| Argentina Hot 100 (Billboard)        | 2                 |
| Bolivia (Monitor Latino)             | 2                 |
| Bolivia Songs (Billboard)            | 16                |
| Chile (Monitor Latino)               | 16                |
| Costa Rica (Monitor Latino)          | 9                 |
| El Salvador (Monitor Latino)         | 6                 |
| Estados Unidos (Monitor Latino)      | 9                 |
| Latin Airplay (Billboard)            | 4                 |
| Regional Mexican Airplay (Billboard) | 2                 |
| México (Monitor Latino)              | 1                 |
| Paraguay (Monitor Latino)            | 16                |
| Perú (Monitor Latino)                | 18                |
| Uruguay (Monitor Latino)             | 11                |

### Mensuales
| País (Lista 2023) | Posición más alta |
| ----------------- | ----------------- |
| Paraguay (SGP)    | 27                |

### Anuales
| País (Lista 2023)                 | Posición más alta |
| --------------------------------- | ----------------- |
| Argentina Latino (Monitor Latino) | 31                |
| Argentina (Monitor Latino)        | 39                |
| Estados Unidos (Monitor Latino)   | 85                |
| México (Monitor Latino)           | 6                 |
| México Pop (Monitor Latino)       | 26                |
| México Popular (Monitor Latino)   | 40                |